# Dirk Hartog
Pour les articles homonymes, voir Hartog.
Dirk Hartog, né vers 1580-1585 peut-être à Amsterdam et mort en vers 1621 ou vers 1650, est un marin et explorateur hollandais dont une expédition en fit le commandant du deuxième groupe d'Européens à mettre le pied sur le continent australien. Il utilisa un stratagème comme preuve de son passage : la célèbre assiette d'Hartog.
Son nom n'est pas connu avec précision et est parfois écrit Dirck Hartog, Dirck Hartog ou Dirch Hartichs ou même Theodoric Hertoge et Hartogszoon. 

## Biographie
Né dans une famille de marins, il reçut le commandement de son premier navire à l'âge de 30 ans et passa plusieurs années dans des opérations commerciales couvertes de succès dans la mer Méditerranée et la mer Baltique.
Il fut ensuite embauché par la Compagnie néerlandaise des Indes orientales en 1615 et fut nommé capitaine du Eendracht (« Concorde » ou « Unité » en hollandais) dans une expédition d'une flotte reliant les Pays-Bas aux Indes orientales néerlandaises. Tous les bateaux partirent ensemble des Pays-Bas en janvier 1616 mais Hartog et son navire furent séparés des autres par une tempête et il arriva seul au cap de Bonne-Espérance.
Il repartit pour Batavia (l'actuelle Djakarta), en utilisant (ou peut-être contraint) les vents des quarantièmes rugissants qu'avait signalés auparavant le navigateur hollandais Hendrik Brouwer comme une route plus rapide pour atteindre l'île de Java. Le 25 octobre 1616, à environ 26° de latitude sud, Hartog et son équipage eurent la surprise de voir apparaitre un groupe d'îles inconnues. Ils accostèrent sur une des îles qui est maintenant connue comme l'île Dirk Hartog à l'entrée de la baie Shark en Australie-Occidentale. Il était ainsi le second Européen connu à avoir posé le pied sur le territoire australien, le premier ayant été Willem Janszoon.
Hartog passa trois jours à longer la côte et les îles environnantes. Il appela l'endroit Eendrachtsland d'après le nom de son bateau, l'Eendracht. Avant de repartir il fixa une assiette, maintenant connue sous le nom d'assiette d'Hartog sur un piquet au sommet de la falaise. Sur l'assiette, il inscrivit quelques mots relatant son histoire.
Estimant n'avoir plus rien à découvrir, Hartog reprit sa route vers le nord en longeant les côtes inconnues de l'actuelle Australie-Occidentale puis il se dirigea vers Batavia où il arriva finalement en décembre 1616, cinq mois après la date prévue.
Dirk Hartog quitta son emploi à son retour à Amsterdam en 1617 et reprit son commerce dans la Baltique.
La date exacte de sa mort n'est pas connue bien qu'ici ou là des dates soient données. Si pour certains, qui n'indiquent pas leurs sources, il serait mort en 1621 à Amsterdam, des recherches plus récentes estiment qu'il pourrait être décédé vers 1650 à Sliedrecht où deux vraisemblables descendants portant les mêmes prénoms et noms ont été identifiés. 